# Blok proti islámu
Blok proti islámu (zkr. BPI) bylo české krajně pravicové protiislámské hnutí. Podle vlastních vyjádření šlo o „spolek, nikoli politickou stranu“ a „politickou nadstavbu“ původního sdružení Islám v České republice nechceme. Při vzniku stál v čele entomolog Martin Konvička, učitelka a bývalá poslankyně za Českou stranu sociálně demokratickou Jana Volfová a také sociolog Petr Hampl. Spolek vznikl v roce 2015 ještě pod názvem „Islám v ČR nechceme“, v roce 2016 byl rozpuštěn.

## Činnost

### Rok 2015
Blok proti islámu byl založen v červnu 2015 jako reakce na evropskou migrační vlnu.
V září 2015 se Blok proti islámu rozhodl do krajských voleb kandidovat společně s Úsvitem - NK, mluvčím se měl stát právě Martin Konvička. V lednu 2016 pak Konvička oznámil, že bude kandidovat jako jednička v krajských volbách v Jihočeském kraji.
Dne 18. listopadu 2015 policie obvinila Martina Konvičku z podněcování k nenávisti vůči muslimům, konkrétně z trestného činu podněcování k nenávisti vůči skupině osob nebo k omezování jejich práv a svobod, za který by mu v případě odsouzení mohl být uložen trest půlročního až tříletého vězení. Důvodem bylo pět jeho příspěvků v diskuzích v polouzavřených skupinách na Facebooku mezi lety 2011 a 2014. Martin Konvička o celé kauze mluvil jako o záměrně vykonstruovaném procesu s cílem odstranit ho z politiky; dodával, že se jednalo jen o pár navzájem nesouvisejících výroků z více než 10 000 příspěvků, které napsal na této sociální síti. Konvičkův Blok proti islámu označil obvinění za útok na svobodu slova a občanské svobody. Jeho advokátka Klára Samková podala proti obvinění stížnost a prohlásila ho za politicky motivované. Státní zástupce stížnost proti obvinění zamítl.
Samková byla později ze strany vyloučena, údajně protože vynášela citlivé informace z jednání BPI a na Facebooku sdílela kritické komentáře. Když na svém květnovém proslovu před velvyslanci zemí Blízkého východu vypudila zástupce ze sálu, Martin Konvička se jí omluvil. Její projev byl podle jeho slov „upřímný a autentický“, zřejmě zachovává věrnost ideologii a ve straně je tedy vítána.
Blok proti islámu organizoval několik demonstrací, na nejznámější v Praze 17. listopadu vystoupil i prezident Miloš Zeman. Jeho účast následně kritizovala většina ministrů i premiér Bohuslav Sobotka, nicméně prezident Zeman se odvolal na to, že Martina Konvičku před tím, než vstoupil na pódium na Albertově, neznal.

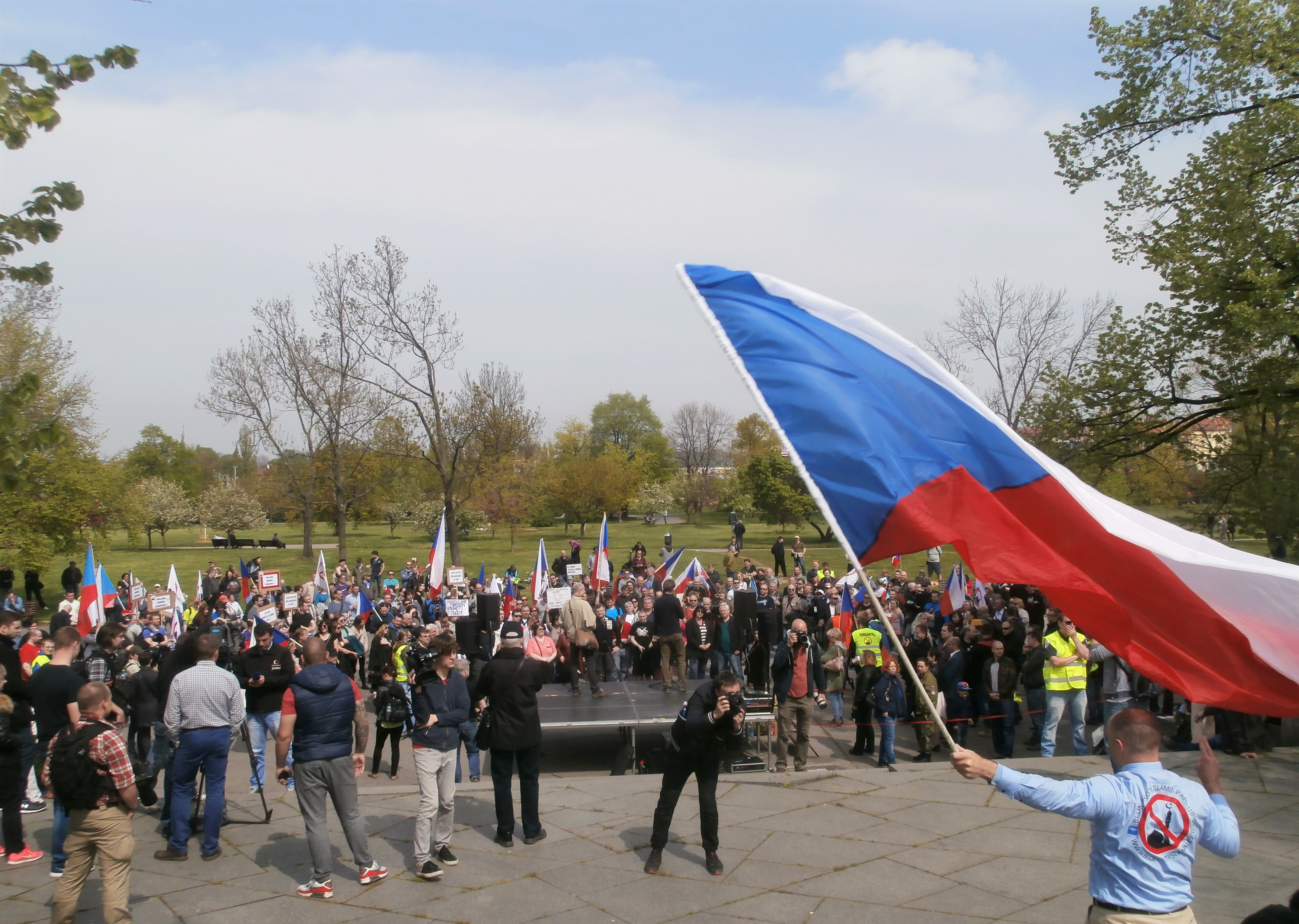
Prvomájová demonstrace BPI na Letné.

### Rok 2016
V dubnu Blok proti islámu ukončil spolupráci s hnutím Úsvit-Národní Koalice. Podle Konvičkových vyjádření chtěl Úsvit díky Bloku proti islámu pouze získat poslanecká křesla. Podle bývalého místopředsedy Bloku proti islámu Petra Hampla se tím hnutí dostalo do značných finančních obtíží, protože nebude schopna financovat plánovanou volební kampaň za 60 milionů korun.
Martin Konvička také zmínil, že Úsvit neplnil své závazky. Na to se Úsvit ohradil, že už „vytiskl více než 7 milionů kusů novin, investoval statisíce do facebookové reklamy a zorganizovali více než sedmdesát veřejných debat po celé republice“. Proti rozchodu s Úsvitem později protestovala pražská divize Bloku proti islámu s dalšími 12 představiteli strany. Na dotaz, zdali je schopen zůstat ve vedení strany odpověděl, že to se ukáže na sjezdu 28. května.
Na začátku května 2016 následně oznámil, že plánuje založit vlastní politickou stranu, za kterou se chtějí členové původního Bloku proti islámu ucházet o hlasy voličů. Možné pojmenování této strany, Alternativa pro Česko, se inspiruje u německé pravicové populistické strany Alternativa pro Německo. Tato změna patrně souvisí s faktem, že původní název Úsvit s Blokem proti islámu byl v únoru 2016 ministerstvem vnitra zamítnut, protože název v kombinaci s tezemi programu by podle ministerstva mohl budit přesvědčení, že strana nehodlá uznat stejná lidská práva osobám s odlišným vyznáním.
Alternativu pro Česko v dubnu 2016 podpořil skrze svůj institut i exprezident Václav Klaus, začátkem května však v rozhovoru pro Právo popřel, že by s Konvičkou někdy sdílel jeho názory.
Na celostátním sněmu BPI v sobotu 28. května 2016 došlo k manipulacím s připouštěním delegátů na jednání, pročež skupina delegátů z několika krajů sněm opustila. Mluvčí Miroslav Adamec je označil za pučisty. Sněm poté Blok proti islámu rozpustil a Martin Konvička stanul v čele nově založeného sdružení s názvem Iniciativa Martina Konvičky. Podle odchozích delegátů to měla být součást plánu, jak se vyhnout uhrazení pokuty 9,5 milionu korun straně Úsvit – Národní koalice. Konvička vinil ze situace, kvůli níž mělo k rozpuštění dojít, místopředsedkyni Janu Volfovou a libereckou buňku spolku. Naproti tomu sociolog Petr Hampl spoluzaložil stranu Alternativa pro Českou republiku 2017.

## Ideologie
Strana dosud žádný oficiální program nezveřejnila, nicméně na svých stránkách zmiňuje usilování o „odvážné a pracovité“ politiky prosazující „svobodu a ochotu bránit hodnoty“. Nicméně Martin Konvička v médiích vyzval k „militarizaci společnosti“ a boj s islámem interpretoval jako „systém deislamizace“. V této souvislosti byl hojně kritizován i jeho výrok ohledně zbavení občanských práv: „I za cenu překopání zákonů, zavření hranic, militarizace společnosti a ano, klidně i zbavování občanských práv těch 12–16 procent populace, která s islámem sympatizuje.“ Podle Konvičky tlumil radikálnější názory vyhrocené debaty.
Přestože se ale Martin Konvička mnohokrát vyjádřil kriticky k samotnému systému přechovávání náboženských tradic, který by se měl řešit například podporou konvertovaných muslimů, několikrát se vyjádřil dosti negativně i k muslimům samotným. Příkladem může být facebookový příspěvek, ve kterém mimo jiné uvedl: „A jako vítězové voleb vás, milí muslimové, nameleme do masokostní moučky.“ Sám Konvička později výrok označil za přehnaný. V další diskuzi docent Konvička napsal, že v případě povstání příznivců teroristické organizace Islámský stát, k čemuž podle něj může dojít za padesát let, je připraven zavést koncentrační tábory pro muslimy, bojující v jeho řadách: „Kdyby došlo k nejhoršímu, koncentráky pro muslimy naštěstí budou, ne bohužel.“ Část jiného Konvičkova diskuzního příspěvku ze sociálních sítí, který citovala organizace Human Rights Watch ve své kritice šíření projevů nenávisti v české společnosti, směřuje k samozvanému Islámskému státu: „A znovu říkám: PLYN, vzteklinu je třeba tlumit všemi legitimními prostředky.“
V rozhovoru s Martinem Veselovským uvedl, že fakt, že masokostní moučka, koncentrační tábory a plynové komory jsou spojení úzce spjata s německým nacistickým režimem s jejich programem nesouvisí – koncentrační tábory by prý Konvička v případě vyhraných voleb použil v extrémním případě.

## Kritika

### Kritika akademické obce

#### Vědci proti strachu a lhostejnosti
Proti Konvičkovi se postavilo ve výzvě Vědci proti strachu a lhostejnosti přes 3400 českých vědců, vysokoškolských výzkumníků a univerzitních profesorů a přes 9000 osob mimo akademickou obci. Organizace jako Blok proti islámu podle nich zneužívají paranoidní strach z uprchlíků, kteří jsou jako uprchlíci před terorem Islámského státu „házeni do stejného pytle jako teroristé“.
Podepsaní v petici považují radikalizaci společnosti a nárůst xenofobních nálad za největší hrozbu spojenou s evropskou migrační krizí. Petice vyjadřuje nesouhlas s politiky a médii, kteří šíří pokroucené informace o migrantech a vykresluje je všechny jako stejné zločince, bez ohledu na jejich skutečnou rozmanitost názorů a vyznání. Politiky žádá, aby nestavěli svou rétoriku na „levných politických bodech“ a zohlednili skutečné potřeby. Následuje přiznání stejných lidských práv také válečným migrantům „Všem, kdo v Evropě hledají útočiště, by mělo být zajištěno bezpečí a důstojné zacházení. Ti skutečně potřební musí být přijímáni a integrováni na základě individuálního a spravedlivého výběrového procesu, aniž by je předem diskvalifikovala jejich etnická či náboženská identita.“
Petice dále apelovala na samotnou veřejnost, aby netěžila své názory na neověřených informacích, senzacích a prvoplánově šokujících zprávách a aby nepodlehla emočnímu nátlaku a mediální tok racionálně zpracovávala.
Čeští akademici jako Tomáš Halík či Vladimír Just se již dříve vyjadřovali k chybě českých médií za šíření poplašných zpráv, které umožnili vzrůst popularity Konvičkova hnutí. Ředitel Ústavu molekulární genetiky AV ČR Václav Hořejší svou podporu petice okomentoval: „To, co se tady děje, taková vyhrocená hysterie proti uprchlíkům a proti muslimům mi opravdu dělá potíže. Skoro se stydím za to, jak tento národ tomu ve velké míře podléhá.“.
Mezi další signatáře petice patří také například Helena Illnerová, Jan Sokol, Jan Rychlík Jaroslav Miller, Petr Moos, Pavel Říčan, Evžen Amler, Bronislav Ostřanský, Jiří Grygar, Miroslav Petříček, Miroslav Bárta, Jiří Drahoš, Olga Lomová, Pavel Himl, Vladimíra Dvořáková, Ivan Stibor, Libor Grubhoffer, Luboš Kropáček, Pavel Jungwirth, Martin C. Putna, Eva Hajičová a Jaroslav Peregrin.
Podle podporovatelů je třeba napravit špatné jméno, které dělá Martin Konvička vědcům. Samotná Přírodovědecká fakulty Jihočeské univerzity se od Konvičkových politických aktivit distancovala, jako od jeho soukromých záležitostí.

#### Kritika českých arabistů
Mnozí čeští arabisté kritizují Konvičku za ignoraci reálné situace, která panuje v islámském světě. Politolog a vysokoškolský učitel moderních dějin Blízkého východu Šádí Shanaáh analyzoval propagaci Bloku proti islámu (především skrze Facebook) jako čtyři kategorie dezinformací:
1. pochvalné komentáře aktivit zaměřených proti muslimům
2. překroucené či neúplné informace spojené o islámu či muslimech
3. pravdivé informace o nemorálních a kriminálních činech spojených s muslimy
4. teologické argumenty proti podstatě islámu

V první kategorii BPI podporuje internetové i reálné verbální útoky na muslimky v šátcích. Podle Šádího Shanaáha IVČRN odporuje svým stanovám o nenávistném a nezákonném vyjadřování příspěvky, které prý odporují zákonu o hanobení národa, rasy, etnické nebo jiné skupiny osob. Do této kategorie by měly spadat i výroky z Konvičkovy knihy Sex, drogy a islám ve které, píše o nutnosti „lidsky a civilizovaně“ zneškodnit skandinávské národy pro jejich liberální postoj k integraci blízkovýchodních přistěhovalců.
Do druhé kategorie by měl spadat například zveřejněný obrázek osobu zřejmě arabského původu obcujícího s velbloudem. Obraz "Muž a sex s velbloudem" z období Safavid, Írán (1556–1565) akt zoofilie skutečně zaznamenává, ale ve skutečnosti má zobrazovat muže dopouštějícího se bestialit v důsledku posedlosti ďáblem.
Do třetí kategorie patří sdílení veškerých zpráv o islámských teroristických útocích. Shanaáh argumentuje, že mezi 1,6 miliardou muslimů se samozřejmě naleznou odpudivé činy, ale pokud by BPI selektovalo negativní zprávy o Češích nebo Brazilcích, vykreslilo by podobně strašlivý obrázek.
Do čtvrté kategorie pak náleží příspěvky ohledně kamenování, útisku a násilí. Shanaáh zde zmiňuje skutečné názory islámských univerzit, které verše Koránu, které někteří muslimové interpretují jako podnět ke svaté válce jako mnohem komplexnější poselství, které by nemělo být prvoplánově vykládáno jako rozkaz muslimům dnešní doby.

### Veřejné demonstrace

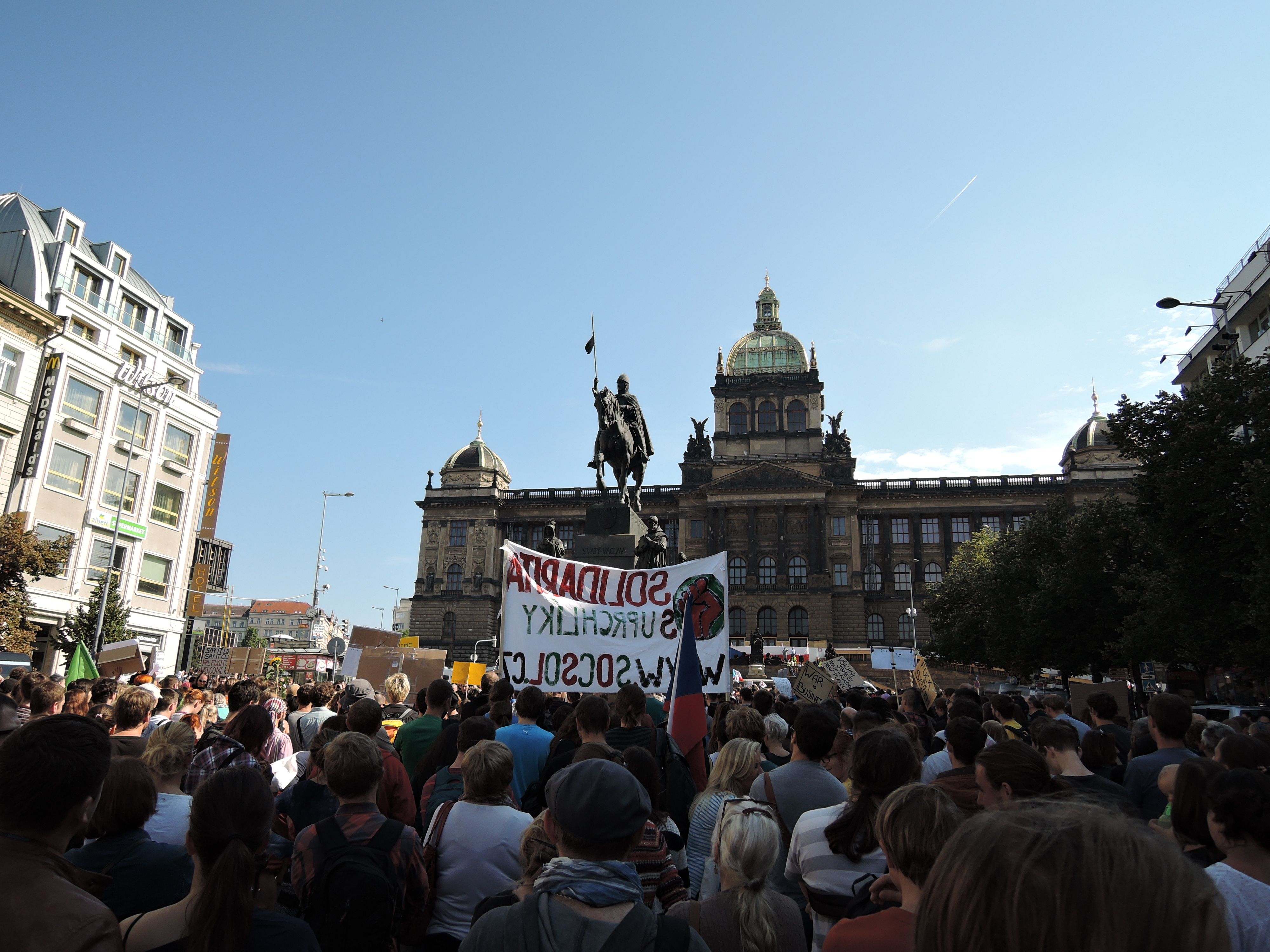
Demonstrace za otevřenou Evropu 17. listopadu na Václavském náměstí

Mezi jedny z českých organizací pořádajících konkurenční demonstrace je sdružení Zleva proti xenofobii. Spolek pořádal v reakci na demonstrace IVČRN a Bloku proti islámu 17. listopadu a 1. máje protestní průvody na stejná místa. Někteří vládní představitelé kritizovali, že se 17. listopadu nedostali k pomníku padlých studentů, protože je sem policie kvůli organizaci nevpustila.
Policejní prezident Tomáš Tuhý později řekl, že vybrané účastníky na demonstraci na podporu prezidenta Zemana a Bloku proti islámu neselektovala policie, ale organizátoři akce.

### Reakce vládních představitelů
Vláda Bohuslava Sobotky na petici BPI proti migračním kvótám nezareagovala, nicméně nezávisle k nim stejně vyjádřila pokaždé odmítavý postoj.
Prezident Miloš Zeman BPI nepřímo podpořil, když se po boku s ním účastnil demonstrace proti migrantům a islámu 17. listopadu 2015 na Albertově. Kritiku k podpoře extrémistických a radikálních názorů vyjádřila většina ministrů i premiér Bohuslav Sobotka. Zeman se hájil tím, že Martina Konvičku před tím, než vystoupil po jeho boku při demonstraci na Albertově, neznal.
Politiky otřásla také zpráva, o zastavení vysokoškoláků, kteří se k pomníku padlých studentů 17. listopadu přes demonstraci BPI pokusili dostat. Podporu studentům vyjádřil Milan Chovanec, Miroslav Kalousek, Jiří Dienstbier, Karel Schwarzenberg a Robert Pelikán. Miloš Zeman na to reagoval poděkováním za služby policistům, kteří nerušený chod demonstrace zajistili.